# Peter Fulton
Peter Gordon Fulton (* 1. Februar 1979 in Christchurch, Neuseeland) ist ein neuseeländischer Cricketspieler, der zwischen 2004 und 2014 für die neuseeländische Nationalmannschaft spielt.

## Aktive Karriere

### Anfänge in der Nationalmannschaft
Fulton gab sein First-Class-Debüt in der Saison 2000/01 und spielte in der Folge für Canterbury. Dort stach er erstmals heraus, als er in der Plunket Shield 2002/03 gegen Auckland ein Triple-Century über 301* Runs erzielte. Sein Debüt in der Nationalmannschaft erfolgte im November 2004 in der ODI-Serie in Bangladesch. Es sollte ein Jahr dauern, bis er im Dezember 2005 gegen Sri Lanka erneut in den Kader berufen wurde. Dort gelangen ihm in der ODI-Serie zwei Fifties (70* und 50 Runs) und sein erstes internationales Century über 112 Runs aus 131 Bällen. Daraufhin gab er bei der folgenden Tour gegen die West Indies sein Twenty20- und Test-Debüt. Im zweiten Spiel der Test-Serie gelang ihm ein Fifty über 75 Runs. Im Februar 2007 erzielte er in einem Drei-Nationen-Turnier in Australien gegen den Gastgeber ein Fifty über 60 Runs. In der sich anschließenden ODI-Serie gegen Australien gelangen ihm zwei weitere Fifties (76* und 51 Runs). Kurz vor dem Cricket World Cup 2007 brach er sich einen Finger in den Aufwärmspielen und wurde zunächst nicht im Kader berücksichtigt. Erst als Lou Vincent verletzt aus dem Turnier ausschied, konnte er sich seinen Platz im Team sichern. Im ersten Spiele erzielte er 47 Runs gegen Kanada. In der Super-Eight-Runde erreichte er ein Fifty gegen Irland (83 Runs), wofür er als Spieler des Spiels ausgezeichnet wurde, und ein weiteres gegen Australien (62 Runs). Im Halbfinale gegen Sri Lanka war er mit 46 Run der beste Batter seiner Mannschaft, was jedoch nicht zum Finaleinzug ausreichte.
Im September war er Teil des Kaders beim ICC World Twenty20 2007, wobei seine beste Leistung 25 Runs gegen Sri Lanka in der Vorrunde waren. Auch hier erreichte das Team das Halbfinale, scheiterte dort jedoch an Pakistan. Nach dem Turnier wurde er am Knie operiert und musste mehrere Wochen aussetzen. Im Dezember erzielte er in den ODIs gegen Bangladesch ein Fifty über 83 Runs, wofür er als Spieler des Spiels ausgezeichnet wurde. Doch hatte er in der Folge Probleme in den ODIs und wurde in der Saison 2008 aus dem Kader gestrichen. Nach mehreren Verletzungen kam er zu Beginn des Jahres 2009 noch ein Mal zurück ins Team, doch konnte er auch hier sich nicht behaupten. Im November 2009 folgte noch ein Mal eine Berufung für das Test-Teams gegen Pakistan, doch wurde er auch hier nach der Tour aus dem Kader gestrichen. Im Dezember 2012 wurde er wieder für das Test-Team in Betracht gezogen, doch verhinderte zunächst eine Verletzung sein Comeback. Gegen England kam er dann im März 2013 wieder zurück und konnte im ersten Test der Serie ein Fifty über 55 Runs erzielen. Im dritten Test der Serie gelang ihm im ersten Innings ein Century über 136 Runs aus 346 Bällen und im zweiten ein weiteres über 110 Runs aus 165 Bällen. Jedoch konnte er damit das Spiel nicht vor dem Remis bewahren. Im Juli erhielt er nach mehreren Jahren wieder einen Vertrag mit dem neuseeländischen Verband.
Im Oktober 2013 erzielte er im ersten Test in Bangladesch zwei Fifties (73 & 59 Runs). Zum Ende des Jahres konnte er gegen die West Indies ein weiteres Fifty (61 Runs) erreichen. Doch konnte er in der Folge keine guten Leistungen mehr in der Saison 2013/14 abliefern. Im Juli wurde er dann zusammen mit seinem Eröffnungs-Partner Hamish Rutherford von der Vertragsliste des Verbandes gestrichen. Damit endete seine internationale Karriere. Für Canterbury spielte er noch bis zur Saison 2016/17, nachdem er noch ein Mal dem Team zum Titel in der Ford Trophy verhalf.

## Nach der aktiven Karriere
Nach Karriereende dachte er zunächst daran, als Rugby-Referee zu arbeiten. Jedoch konzentrierte er sich daraufhin aufs Cricket-Coaching und übernahm als solcher die neuseeländische U19-Nationalmannschaft. Auch agierte er als neuseeländischer Batting-Coach, bevor er die Coach-Position bei Canterbury übernahm.